# Odhams Press
La Odhams Press era una casa editrice britannica. Originariamente un gruppo giornalistico negli anni 1890, prese il nome di Odham's Press Ltd. nel 1920, quando si fuse con la rivista John Bull. Nel 1937 aveva fondato il primo settimanale a colori, Woman, per il quale creò e gestì una tipografia dedicata ad alta velocità. La compagnia possedeva anche Ideal Home (fondata nel 1920) e la famosissima rivista equestre Horse and Hound (acquistata). In seguito la Odhams si espanse nell'editoria dei libri (pubblicò, ad esempio, Painting as a Pastime (La pittura come passatempo) di Winston Churchill, e un'edizione delle opere complete di William Shakespeare) e dei fumetti, compresi titoli celebri come Wham! e Smash!. Nei primi anni '60 fu acquistata dal Mirror Group Newspapers, insieme alla George Newnes Company e alla Amalgamated Press; le tre società furono infine fuse per formare la International Publishing Corporation (IPC).